# Букшований Осип Іванович
О́сип Іва́нович Букшова́ний (також Йосип або Йосиф-Петро Букшований; уроджений Йосиф-Петро Семенович Букшований; 1 червня 1890, с. Жаб'є, нині с-ще Верховина — 8 грудня 1937, Ленінград, нині Санкт-Петербург, РСФСР) — український військовик, розвідник, дипломат, активіст українського студентського руху в Галичині в 1910-х роках, визначний діяч національно-визвольного руху в Галичині і на Буковині. Учасник процесу 101 (1911). Член Українського Студентського Союзу у Львові (1909—1914). Сотник Українських Січових Стрільців (1914—1918), пізніше командант Легіону УСС та 1-ї бригади УСС УГА. Отаман УГА (1918—1920). Член ЦК КПЗУ (1920—1932), ЦК Сельробу (1926—1932), радянський розвідник-нелегал, журналіст. Жертва сталінських репресій, розстріляний, реабілітований посмертно (1959).

## Життєпис

### Австрійський період
Народився 1 червня 1890 року в селі Жаб'є (Косівського повіту, Королівство Галичини і Володимирії, Австро-Угорська імперія, нині селище Верховина, Івано-Франківська область, Україна) в родині Семена та Діонизії Букшованих. Батько діяча був співробітником магістрату в Коломиї. По батькові на Іванович Осип-Петро змінить в 1920-х роках з метою конспірації в межах прорадянської шпигунської діяльності та для безпеки його родини. Також мав рідного молодшого брата Євгена.
Навчався в Коломийській цісарсько-королівській гімназії № 2 (українській) у 1900—1908 рр.. З 1908 року був студентом Львівської політехніки. 1 липня 1910 року брав участь у студентській демонстрації за створення українського університету у Львові. Арештований того ж дня львівською поліцією . У 1911 році — учасник судового процесу 101, де у вироку за рішенням суддів Львівського карного суду від 4 липня того ж року отримав 1 місяць позбавлення волі. В 1912—1914 рр. — проходив строкову військову службу. За час служби був нагороджений Пам'ятним хрестом 1912/13. Завершив строкову службу в офіцерському званні весною 1914 року.

### Перша світова війна
На початку серпня 1914 р. був військовослужбовцем 30-го піхотного полку ЗС Австро-Угорщини, який тільки-но сформувався з жителів Львова та Львівщини.
У Легіоні УСС перебував із середини серпня 1914 року, де 10 жовтня того ж року став командиром 8-ї сотні .
13 жовтня 1914 року сотня під командуванням Осипа Букшованого провела ряд успішних контратак проти російських військ у районі сучасного міста Сколе. За проявлену мужність у боях з противником лейтенант Букшований 10 листопада 1914 року був підвищений до звання сотника. У листопаді того ж року він очолював своїх стрільців у бою поблизу села Тухолька. За відвагу в боях і успішне управління його підрозділом поставлених задач 10 грудня 1914 року, Букшований був удостоєний срібної медалі «За хоробрість» 1-го класу.
20 грудня сотня під його керівництвом здійснила штурм російських позицій у районі гори Плай поблизу Воловця на Закарпатті, зазнавши значних втрат — близько 30 стрільців. Наступного дня спроба взяття плацдарму на горі Гуклива завершилася відступом через великі втрати. Новорічну ніч 1914—1915 років сотня провела у Сваляві. 4 січня 1915 року підрозділ зайняв позиції в селі Поляна. Станом на 9 лютого 1915 року сотня Букшованого через втрати в боях налічувала 55 бійців. Тоді вона займала позиції в селі Лавочне на Львівщині . 

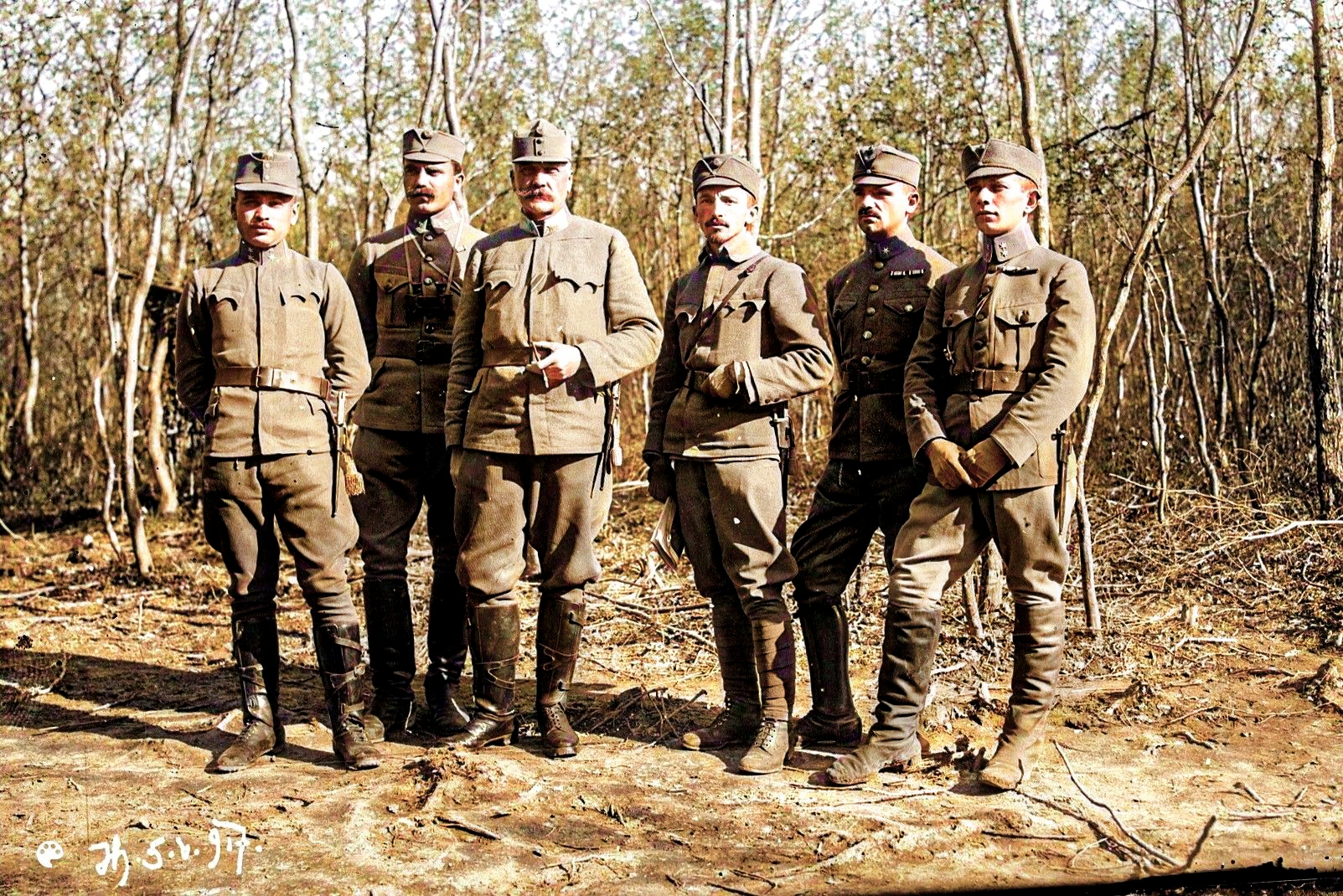
Старшини УСС на південному заході Тернопільщини, травень 1917. Крайній справа — сотник Осип Букшований; Франц Кікаль — третій зліва; Василь Панчак — біля Букшованого

Згодом брав участь в боях за гору Маківка, де легіон зазнав відчутних втрат. Незабаром сотня Букшованого була задіяна в кривавих боях поблизу Стрия та Болехова. На позиціях поблизу Болехова Букшованому було доручено керівництво трьома сотнями Легіону УСС на правах представника командира куреня.
30 травня 1915 року о 6 годині ранку в Лисовичах на Стрийщині був поранений і потрапив до російського табору для полонених у місті Вольськ, Саратовська губернія. Звідти 30 серпня того ж року він втік до Персії до міста Тегеран через Кавказ та Азербайджан, де воював у Месопотамії на боці держав центрального блоку, очоливши курдський загін у боях з Російською імперією. За хоробрість нагороджений німецьким залізним хрестом 2-ї степені та турецьким півмісяцем. У квітні 1916 року захворів на малярію і певний час проходив лікування. 
У жовтні 1916 р. через Багдад та Відень повернувся до стрілецької формації, де знову очолив сотню (роту) УСС. Від лютого до липня 1917 року перебував на Східному фронті. У червні — липні взяв участь в битві під Конюхами. З липня до грудня — перебував у селі Пісочна, біля Стрия. З грудня 1917-го до 15 жовтня
1918 року він у чині капітана командував куренем УСС, що входив до складу 25-го австрійського корпусу. Восени 1918 року був обраний старшинами командиром Легіону УСС. 

### Дипломатична діяльність
З початку польсько-української війни Букшований відкрив в собі й таланти переговірника. Опісля проголошення Західноукраїнської Народної Республіки (ЗУНР) 13 листопода 1918 р., через чотири дні було укладено договір про тимчасове 48-годинне перемир'я у Львові з Польською Республікою. Його було підписано з української сторони сотником Осипом Букшованим і хорунжим Володимиром Лісковацьким, а з польської — поручником Людовіком Ляво.
19 листопада, як представник Начальної команди українського війська, Осип Букшований узяв участь у переговорах про додаткове 24-годинне перемир'я на всьому львівському фронті. Продовжене 19 листопада перемир'я діяло на тих самих умовах, що й перемир'я від 17 листопада 1918 року, й охоплювало період до 21 листопада. 20 листопада Букшований також був учасником останньої спільної польсько-української конференції щодо засад тимчасового перемир'я.
28 січня 1919 р. узяв участь у переговорах з Антантою щодо налагодження дипломатичного контакту з останніми, проте вони не мали суттєвого результату. 
На початку вересня 1919 року Букшований уклав короткочасний союз з Нестором Махном і вів бої проти двох денікінських дивізій.

### Комбриг 1-ї бригади УСС УГА
Брав активну участь в українсько-польській війні 1918—1919 років, з грудня 1918 — командир групи «Схід», а з січня 1919 р. командував новоствореною 1-ю бригадою УСС у складі УГА.
21 листопада 1918 року дістав наказ НКГА знятись 1-му полку УСС УГА з позицій у межах Львова. Замість відступу на вказані позиції в районі села Борщовичі, Осип Букшований всупереч наказу начального команданта УГА Стефаніва 22 листопада вивів своїх стрільців на лінію Підбірці — Лисиничі — Винники — Чишки. Ця конфігурація українських сил дала змогу взяти в облогу захоплений поляками Львів .
22–23 грудня 1918 року командування Української галицької армії ухвалило рішення про поновлення наступу на Львів з метою деокупації столиці ЗУНР від польських військ. Бригада під командуванням Осипа Букшованого досягла певних тактичних успіхів у районі Городка. Незабаром подальший наступ українських частин був зупинений через прибуття до супротивника свіжих резервів. 12 січня 1919 року в околицях Великого Любіня стрільці УСС під проводом комбрига Букшованого здобули одну з останніх перемог УГА на львівському напрямку.

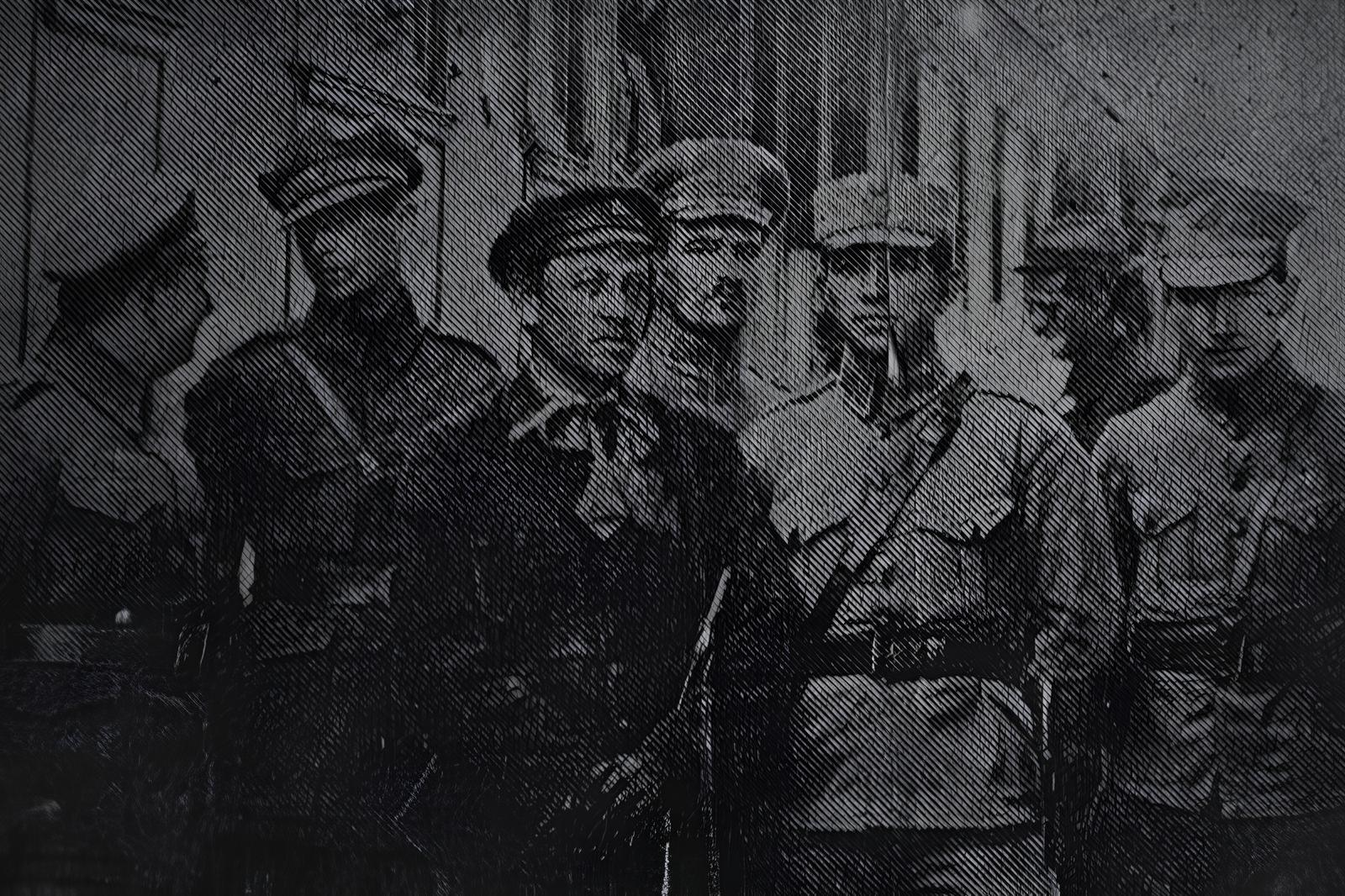
Симон Петлюра і комбриг Осип Букшований, серпень 1919

У лютому 1919 року Букшованому надано звання отамана (майора) Української галицької армії. Згодом Осип Букшований був одним із розробників плану Чортківської офензиви 1919 року. 19 червня 1919 року Букшований знову отримав поранення в бою неподалік села Гиновичі поблизу Бережан на Тернопіллі. Поранення не зупинили його участі в подальших військових операціях, і він продовжував службу у складі УГА до завершення бойових дій у регіоні. Під час перебування УГА на Поділлі його бригада спершу була гарнізоном у Кам'янці-Подільському, а незабаром воювала проти денікінців та червоних.

### Перехід на бік Червоної армії
Наприкінці першої половини листопада 1919 року Букшований прибув до Кам’янця-Подільського, де зустрівся з міністром Директорії у справах Галичини — Семеном Вітеком. Той повідомив про згоду Євгена Петрушевича на перехід УГА на бік Добровольчої армії Денікіна та запропонував Букшованому долучитися до створення революційного комітету з метою усунення Петрушевича, розриву угоди з Денікіним і переговорів із Червоною армією щодо переходу УГА на її бік. Букшований підтримав цю ідею, однак реалізувати її не вдалося. 15 листопада 1919 року, за попередньою домовленістю з Симоном Петлюрою, польські війська перейшли Збруч і зайняли Кам’янець-Подільський. Петрушевич виїхав до Румунії, а частини УГА відступили на схід.
Не бажаючи йти на Денікіна, Букшований залишив галицьку армію, а в бригаду передав листа, щоб вона в районі Житомира шукала зв’язку з Червоною армією і переходила на її бік. Втікаючи від польської армії, Вітек та Букшований перебрались у Бессарабію, сподіваючись звідти добратись до Відня. Однак румуни дозволили їхати через Румунію тільки Вітеку, а Букшованого вернули назад на Поділля. Деякий час Букшований перебував у Кам’янці-Подільському, де встановив контакти з місцевими комуністами й долучився до підпільної діяльності. Тут він ознайомився з комуністичною літературою та нелегально працював серед галицьких стрільців, дислокованих у селах на схід від Кам’янця-Подільського. Його діяльність полягала в підготовці стрільців до боротьби проти польських військ, створенні партизанських загонів і їхньому використанні в тилу польської армії для підтримки наступу Червоної армії на захід.

### Перший арешт червоними
У квітні 1920 року, перебуваючи на роботі в селі Привороття, Осип Букшований отримав повідомлення від зв'язкового Кам'янець-Подільського ревкому про необхідність виїзду до Києва для участі в першій конференції галицьких комуністів. Разом із ним на зібрання мав вирушити підпільник Степан Фреїв. У середині місяця обидва, маючи належні посвідчення, розпочали подорож, проте до Києва не дісталися. У Жмеринці їх затримали під час спроби сісти на потяг і, з'ясувавши, що вони родом з Галичини, відправили до фільтраційного табору в Одесі. На той час відбувалося масове інтернування галицьких вояків через перехід частини підрозділів Червоної української галицької армії на бік Польщі.
За два тижні кілька сотень затриманих галичан, серед яких був і Букшований, перевезли з Одеси до Харкова. Тут він звернувся до Галицького бюро, зустрівся з його керівником Феліксом Коном та заступником Михайлом Бараном, якого знав із часів служби в одному курені Легіону УСС під командуванням Григорія Коссака під час Першої світової війни. У Харкові він також спілкувався з Омеляном Паліївим, котрий, за твердженням Букшованого, пізніше подав у ЧК неправдиву інформацію про його нібито участь разом із Симоном Петлюрою в параді військ УНР після зайняття Києва у травні 1920 року. Після подання заяви на ім'я Фелікса Кона, у якій він висловив обурення звинуваченнями, Букшованого звільнили з-під арешту та відправили до місця збору галичан, а згодом — етапом до Москви. На одному з проміжних пунктів йому видали документи та наказали самостійно прибути до табору в Кожухові під Москвою. Там він довідався, що більшість його земляків уже перевезли до Казані, а сам він залишився у Кожухові ще приблизно на чотири тижні. Звідти разом з Тарасом Франком був звільнений працівниками Галбюро.

### Міжвоєнний період

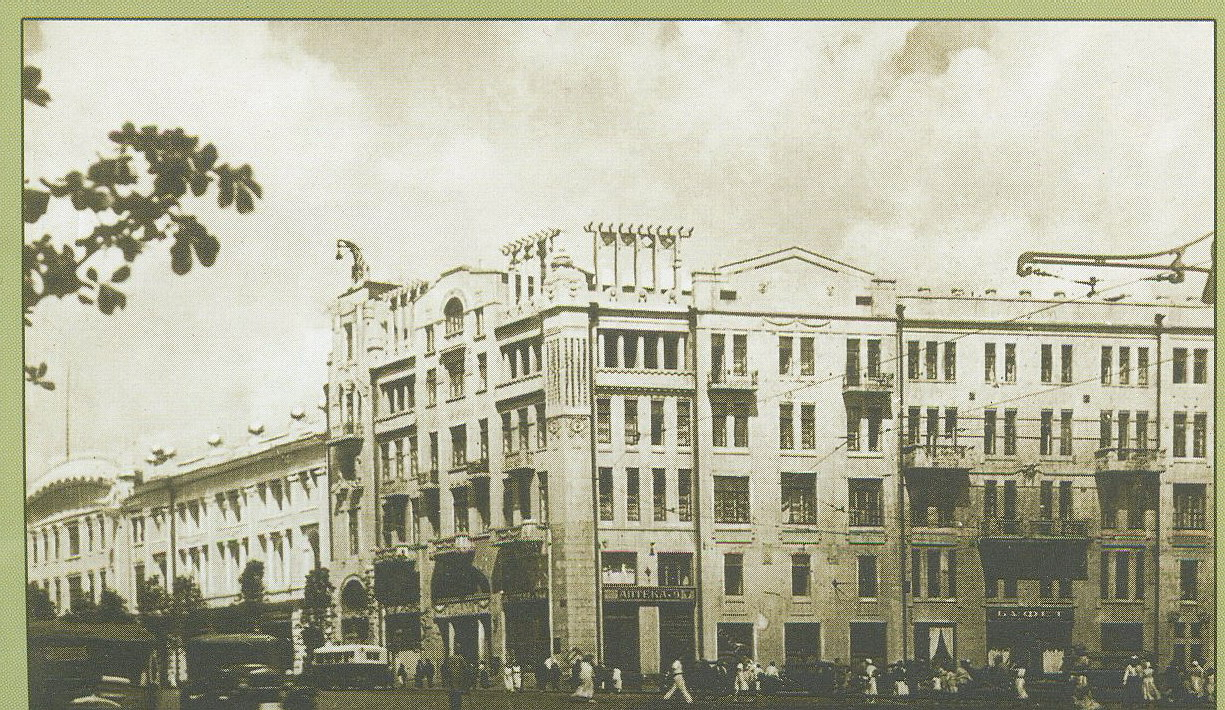
Готель «Червоний» в Харкові, де жив Букшований протягом 1932—1933 років

Галбюро при ЦК ВКП(б) у 1920 році направило Букшованого на короткотермінові курси всеобучу, де він ознайомився з міліцейською системою організації армії. З нього готували фахівця у цій справі на той випадок, коли доведеться організувати Червону українську галицьку армію за міліцейською системою, бо на той час почався наступ Червоної армії на Варшаву. Під час навчання на курсах Букшований встановив тісніші контакти з членами Галбюро. За рекомендацією Леся Пушкаря, Івана Запаренюка та Якова Баландюка, а також за позитивної характеристики партосередку курсів, Букшованого прийняли в члени РКП(б), рахуючи стаж з лютого 1920 року.
Восени 1920 року Букшований у Москві познайомився з членом Галицького революційного комітету Федором Конаром, який інформував його про становище в Галичині та потребу в партійних і радянських працівниках. Після виїзду Леся Пушкаря в Галичину Галбюро при ЦК РКП(б) очолив Яків Баландюк, який запросив Букшованого зі штабу Московського військового округу працювати своїм помічником. Букшований прийняв цю пропозицію. У грудні 1920 року діяльність Галбюро було перенесено до Харкова, куди переїхав і Букшований. Там його призначили на роботу в Міжнародну раду профспілок (згодом Профінтерн) як члена редколегії. До осені 1921 року він працював спочатку у відділі міжнародного зв’язку, а після його ліквідації — у видавничому відділі, де обіймав посади технічного співробітника, помічника завідувача та завідувача відділу.
У вересні 1921 року ЦК КП(б)У відрядив Букшованого до Києва для роботи в Галбюро, однак у зв’язку з ліквідацією цієї установи його направили назад до Москви в розпорядження ЦК РКП(б). Там він встановив контакт з представниками «розламівської групи» Василькова Комуністичної партії Східної Галичини, зокрема через Федора Конара і Карла Максимовича, та погодився на виїзд за кордон після відповідної теоретичної підготовки.
З 1920 по 1932 рр. — радянський розвідник-нелегал, член ЦК КПЗУ. У травні 1922 року Осип очолив празьке Закордонне бюро допомоги Комуністичній партії Східної Галичини, яке насправді було законспірованою резидентурою розвідки СРСР. З вересня 1922-го до липня 1924-го як член РКП(б) діяв у Празі, Відні та Берліні під прикриттям кореспондента комуністичних видань. Там він контактував із представниками радянських дипломатичних місій, працював під їхнім безпосереднім керівництвом, був зв'язаний із ЦК КПСГ і ЗБД КПСГ, співпрацював з американськими та канадськими комуністичними виданнями, що виходили українською. Коли Букшований вперше на пленумі зустрівся у Берліні з представниками закордонної групи «розламівців», його прийняли до їхніх лав і призначили до роботи в органі КПЗУ — тижневику «Наша правда». Також був редактором закордонного комуністичного видавництва українською мовою «Космос».
В середині 1920-х років Букшований входив до керівництва прокомуністичної політсили «Сельроб». З липня 1924 року по червень 1926-го був завідувачем Бюро друку при ЦККП(б)У та викладачем на перших партійних курсах КПЗУ в Харкові. Восени 1925 року Букшований брав участь у II з’їзді КПЗУ як технічний редактор з’їздівського матеріалу, де під час з’їзду керівне ядро КПЗУ вирішило скликати конгрес революційних організацій Західної України, Закарпаття, Буковини, а також організацій у США, Канади, Південній Америці. Букшованого зробили представником Буковини. У грудні цього ж року  Букшованого виводять зі складу редколегії «Нашої правди», залишаючи на посту технічного секретаря редколегії без права голосу у вирішенні редакційних справ. На початку квітня 1926 року Букшований виїхав на Буковину для організаційної роботи серед українських соціал-демократичних активістів. Він виявив там лише невелику групу членів української секції Соціал-демократичної партії Буковини, яка опиралася на неорганізовані селянські маси. Букшований розпочав створення стабільної організаційної бази, розробив початковий план праці разом із кількома членами секції та організував перші місцеві й повітові комітети, враховуючи земельні проблеми селян і їхні національно-культурні потреби. Масова діяльність проводилася легально під егідою УСДП, водночас закладалися основи підпільної Компартії Буковини. З 18 березня 1927 року до травня 1932-го Букшований перебував у Львові в розпорядженні ЦК КПЗУ, здебільшого як працівник, а потім як член ЦК Українського селянсько-робітничого соціалістичного об’єднання – «Сельробу» – легальної прибудівки КПЗУ, створеної старим керівництвом КПЗУ в 1926 році. В кінці 1927-го — на початку 1928 року Букшованого як члена ЦК «Сельробу» було призначено одним із керівників Центрального робітничо-селянського виробничого комітету у Львові. Не примикаючи до «Сельроб-лівиці», що розбила в кінці 1927 року «Сельроб», Букшований у серпні 1928-го став одним із організаторів «Сельроб-єдності». Як член її ЦК допомагав консолідації табору, за що його часто кидали до в’язниць, переслідували, але випускали на волю за відсутністю доказів.

### Арешти та ув’язнення польською владою
Протягом 1926—1932 рр. неодноразово засуджений Польською Республікою за шпигунську діяльність на користь СРСР Львівськім карним судом. 
25 липня 1926 року Букшований, В.В. Гаврилюк та зв'язкова Є.Ю. Басараба були арештовані польською поліцією, коли вони намагались перебратися в УРСР. Осипа Букшованого, відомого польській поліції ще з осені 1918 року, звинуватили в шпигунстві проти польської держави на користь Радянського Союзу і кинули спочатку в Станіславську (сьогодні — Івано-Франківськ) , а потім у Львівську тюрму, де він перебував до 18 березня 1927 року.  За комуністичну діяльність Букшований сидів у польських тюрмах у січні 1928-го, від 28 жовтня до 8 листопада 1928-го, від 6 вересня 1930-го по листопад 1931-го, від 22 лютого по 17 березня 1932-го, від 30 квітня по 2 травня цього ж року.

## Останні роки

### Перед останнім арештом радянською владою
Вийшовши на волю, він застав «Сельроб-єдність» розпущеною. З дозволу керівництва КПЗУ виїхав у 1932 році в Радянський Союз. Навідав свою доньку Галину, яка жила у Москві. Потім прибув до Харкова і жив у готелі «Червоний». Був членом редколегії журналу «Наша Правда», публікував статті в журналі «Західня Україна».

### Арешт та суд

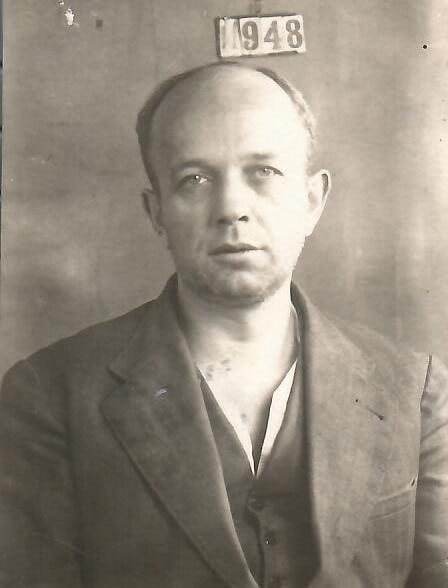
Під час арешту. Харків, травень 1933-го

10 травня 1933 р. Букшованого було заарештовано в П'ятигорську, де він проходив лікування в санаторії. Після арешту його тримали в Харківській тюрмі ДПУ УРСР, де катували й довго допитували.
23 вересня 1933 року Судова трійка при колегії ДПУ УРСР визнала Букшованого винним в приналежності до УВО, шпигунській діяльності на користь Польщі та провокаторстві в КПЗУ. Його засудили до 10 років виправних таборів на Соловецьких островах.

### Розстріл
У жовтні 1937 року в Соловецькому таборі особливого призначення Букшованого разом з іншими 1115 в'язнями додали до розстрільних списків. 25 листопада 1937 року Особлива трійка УНКВС Ленінградської області засудила Букшованого до розстрілу, 8 грудня того ж року вирок було виконано в урочищі Сандормох.
З розстрільного списку другого соловецького етапу:

| Букшованный Осип Иванович, 1890 г. р., уроженец Галиции, украинец, б. член КП Западной Украины, служащий. Судебной тройкой при Коллегии ГПУ УССР 23.09.1933 г. осужден по ст. 54-10-11 УК УССР на 10 лет ИТЛ. Отбывал наказание в Соловецкой тюрьме. Особой тройкой УНКВД ЛО 25.11.1937 г. приговорен по ст. 58-10-11 УК УССР УК РСФСР к высшей мере наказания. Расстрелян в г. Ленинград 8.12.1937 г. |
Згідно з іншими даними, Букшованого було вбито під час масового розстрілу в'язнів Соловецького табору протягом 8—10 грудня 1937 року в районі Лодєйного Поля в Ленінградській області. Більшість українців із того тюремного етапу, ймовірно, стратили 9 грудня.

### Реабілітація
18 лютого 1959 року Військовий трибунал Київського військового округу розглянув протест військового прокурора на постанову Судової трійки при колегії ДПУ УРСР від 23.09.1933 щодо ув'язнення Осипа Івановича, і на постанову Особливої трійки УНКВС Ленінградської області від 25.11.1937, на підставі якої його розстріляли. Трибунал скасував ці документи, а справу закрив без вироку за відсутністю складу злочину в діях підсудного. Реабілітований посмертно.

## Родина
- Семен Букшований — батько. Співробітник магістрату в Коломиї[3][4].
- Діонизія Букшована — мати[4].
- Євген Букшований Семенович — молодший брат[4].
- Галина Букшована — донька[37]

## Нагороди
- Австро-Угорщина:
  - Пам'ятний хрест 1912/13

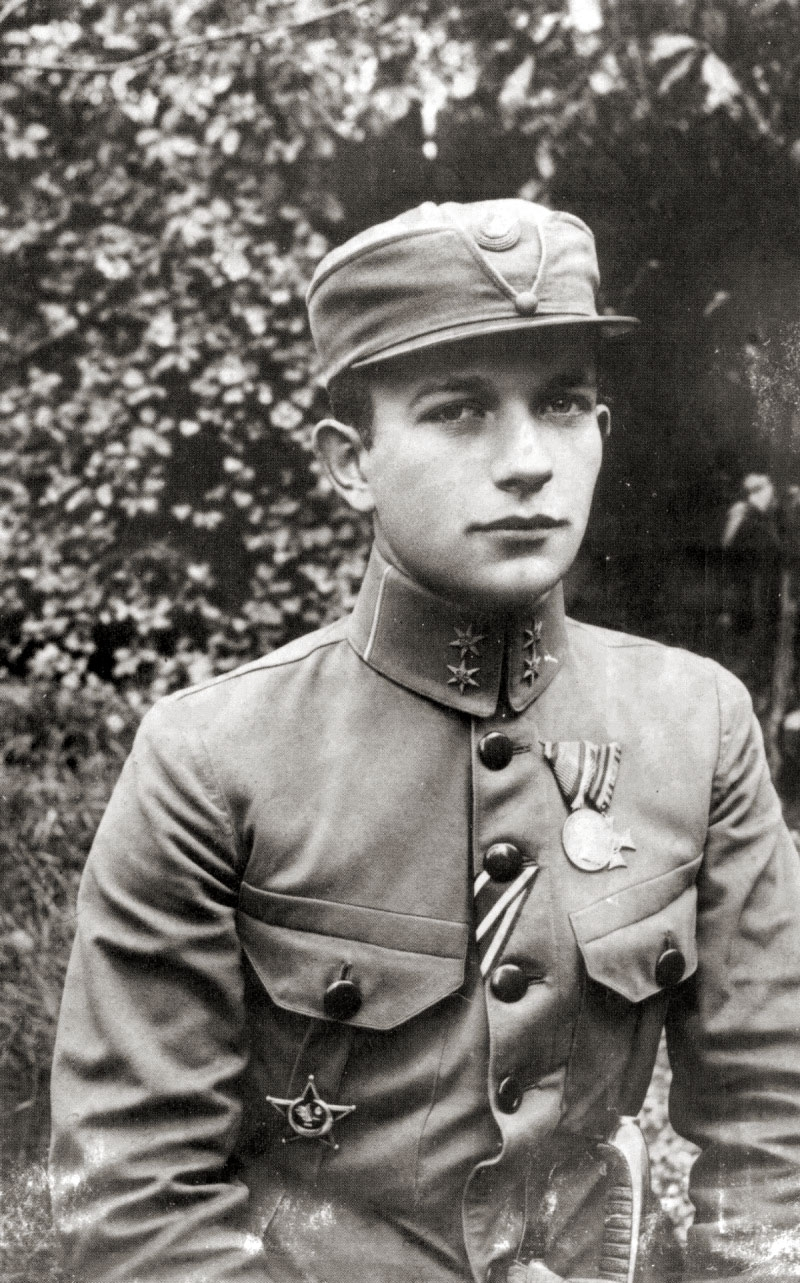
Осип Букшований з усіма отриманими нагородами

  - Срібна медаль «За хоробрість» 1-го класу
- Німецька імперія та Прусське королівство:
  - Залізний Хрест 2-го класу
- Османська імперія:
  - Галліполійська зірка

## Погляди
Протягом національно-визвольних змагань 1917—1921 років Букшований воював за незалежність України в складі Української галицької армії (УГА), але на початку 1920 року він у складі УГА перейшов на бік більшовиків. Деякі історики припускають, що радянські спецслужби могли завербувати Осипа Букшованого в Кожухівському концтаборі під Москвою, куди його помістили після арешту під час після заколоту в частинах Червоної УГА.
Після звільнення з-під арешту завдяки Галицькому бюро при ЦК РКП(б), Букшований лишився в Росії й почав працювати на радянські спецслужби. Він навчався на дипломатичних курсах у Москві й перейшов на нелегальну роботу в Європі. Різка зміна поглядів Букшованого могла бути продиктованою зміною ідеологічних переконань і розчарування перспективами української державності або під тиском після перебування в полоні.

В статті «На вищому етапі революційного піднесення», яку було опубліковано в журналі «Західня Україна» незадового до свого арешту у травні 1933 року Осип Букшований вірив, що саме пролетарська революція в Польщі дасть змогу визволитись українцям з під польської окупації:
Виявляючи максимум активности, самодіяльносте, рішучости, відданосте справі революції та самопосвяти, кожна партійна організація і кожен член зокрема повинні добитись якнайбільшої революційної активности серед селянських мас, конечної для перемоги революції в Польщі.
Згідно з іншою версією, він не змінював поглядів, а його співпраця з СРСР насправді була таємною частиною операції Української військової організації на чолі з Євгеном Коновальцем, з яким Букшований був добре знайомим і неодноразово зустрічався на фронтах визвольних змагань. Метою «співпраці» було проникнення в радянські структури та їхнє руйнування зсередини. Цю версію частково підтверджує й судовий процес 1933 року, де звинувачення й зокрема Станіслав Косіор стверджували, що Букшованого перекинули до України начебто за завданням закордонного центру УВО для шпигунства в Червоній армії. Косіор тоді назвав Букшованого «одним із найповажніших організаторів УВО, безпосередньо зв'язаним з Коновальцем».
Жодна з цих версій не є остаточною, історики не мають спільного бачення мотивів Букшованого і не можуть сказати напевно, чи дійсно він був агентом УВО, чи його зв'язки з українським підпіллям були сфабриковані спецслужбами СРСР. Доступні архівні документи УВО та ОУН не містять прямих підтверджень його таємної місії.

## Праці
- Іванович О. На вищому етапі революційного піднесення // Західня Україна. — 1933. — № 3–4. — С. 85–101.

## Вшанування пам'яті
2015 року на виконання «Закону України про засудження комуністичного та націонал-соціалістичного (нацистського) тоталітарних режимів в Україні та заборону пропаганди їхньої символіки» на честь Букшованого було перейменовано вулицю і три провулки в Чернівцях, які з доби СРСР мали ім'я Олександра Пархоменка.

| 17. вулицю Пархоменка Олександра – на вулицю Букшованого Осипа; 18. провулок 1 Пархоменка Олександра – на провулок 1 Букшованого Осипа; 19. провулок 2 Пархоменка Олександра – на провулок 2 Букшованого Осипа; 20. провулок 3 Пархоменка Олександра – на провулок 3 Букшованого Осипа |